# Дзульяно
Дзулья́но (итал. Zugliano) — коммуна в Италии, располагается в провинции Виченца области Венеция.
Население составляет 6372 человека (на 2004 г.), плотность населения составляет 470 чел./км². Занимает площадь 13 км². Почтовый индекс — 36030. Телефонный код — 0445.
Покровитель коммуны — святой Зенон Веронский. День памяти — 12 апреля.